# ایل عبدالملکی
ایل عبدالملکی یکی از ایل‌های قدیمی و پراکنده ایران است. برخی عبدالملکی هارا جز از ایل زند دانسته‌اند.
معین الدین نظنزی در کتاب منتخب‌التواریخ از وجود ایلی به نام عبدالملکی از طایفه‌های لر کوچک که با نام پدر (اجداد) خود مشهور هستند اشاره می‌کند می‌نویسد:
چنانچه تا پیش از این، ذکر رفت سبب وقوع لقب لری و کیفیت آن را یاد کرده‌ایم. این قوم در آن موضوع بسیار شدند و بعد از آن هر قبیله به جهت علفخواری (چرای احشام) رو به موضعی نهادند، بعضی به لقب پدر و بعضی به اسم موضعی که قرار گرفتند، نام قبیله بدان مشهور شد، مثل روزبهانی، فضلی، داود عباسی، ایازکی، عبدالمالکی و ابوالعباسی که به نام پدر موسوم‌اند لازم به ذکر است که قوم عبدالملکی نام خود را از عبدالملک ثانی حاکم سامانی گرفته‌اند. و سلوزی، جنگروی، لک، هسته، کوشکی، کارند، سنوبدی، الانی، زخوارکی، براوند (بیرانوند)، زنگنه، مانکره‌ای، رازی، سلگی و جودکی نیز که به اسم مواضع خود مشهورند.

## تقسیمات ایلی
نویسنده کتاب اشرف البلاد می‌نویسد که «ایل عبدالملکی به چهار قبیله مهم: ۱- فهروند (فلاحی)، ۲-زینوند، ۳- شیخاوند، ۴- کالوند تقسیم شده و هر طایفه به چند تیره و هر تیره به چند چند طایفه منقسم می‌شوند. قبیله فهروند ساکن زاغمرز شامل دو تیره: ۱- سرخاب ۲- چهاربنیچه می‌باشند. و تیره‌های سرخاب به شش طایفه:۱- سه طایفه شاه‌قلی ۲- سه طایفه هوز پاشاکلایی و تیره چهاربنیچه هم به شش طایفه: ۱- سه طایفه یاسم ۲- سه طایفه وتی تقسیم می‌شوند».

## فرضیه قشقایی بودن ایل عبدالملکی
بعضی از کتاب‌های تاریخی و عشایری عبدالملکی‌ها را قشقایی دانسته‌اند. ایرج افشار سیستانی به نقل از مسعود کیهان می‌نویسد: ایل عبدالملکی اصلا قشقایی اند و در ابتدای دوره قاجاریه به مازندران هجرت کرده و در زاغمرز سکنی دارد. هنری فیلد در مردم‌شناسی ایران می‌نویسد: «اصلا عبدالملکی‌ها یکی از قبایل قشقایی بودند که در حدود سال ۱۷۹۰ به وسیله آقامحمدخان در شهریار نزدیک تهران انتقال یافتند».
ایرج افشار سیستانی نیز هنگامی که به نقل گفته‌های رابینو دربارهٔ عبدالملکی‌ها می‌پردازد، شگفتی خود را از عقیده مسعود کیهان دربارهٔ قشقایی بودن عبدالملکی‌ها و ترک‌زبانی آن‌ها اینگونه بیان می‌کند: «گفته رابینو مبینی بر اینکه عبدالملکی‌ها به کردی سخن می‌گفتند با گفته دکتر مسعود کیهان که آنان را قشقایی و ترک‌زبان دانسته مغایرت دارد.»
زبان عبدالملکی‌ها در زمره زبان هورامی قرار می‌گیرد. اگرچه در طی سالیان دراز تاریخی در خویشاوندی و زندگی با اقوام مختلف ازجمله لک‌های زندیه و واگیری واژگان محدودی از زبان آن‌ها برخی تاریخ‌نویسان را به اشتباه انداخته که آن‌ها را به به گویش لکی ارتباط بدهند، اما هم‌اکنون نیز عبدالملکی‌ها به زبان هورامی سخن می‌گویند.

## کوچ ایل عبدالملکی از شیراز به در گز خراسان
ایل عبدالملکی در دستگاه دولت زندیه از مقام و جایگاه والایی برخوردار بود. کریم خان زند عبدالملکی‌ها را که از ایل‌های کرمانشاهان و لرستان بودند به شیراز کوچاند و در محلهٔ موردستان شیراز اسکان داد که در قسمت مغرب و شمال ارگ کریم خان واقع بود. ابدال‌خان عبدالملکی از سرداران شجاع لطفعلی خان زند صفحات بیشماری از تاریخ نبردهای نبردهای پایانی دوره زندیه را به خود اختصاص داده بود؛ بنابراین عبدالملکی‌ها به‌طور مستقیم در جریان تحولاتی که در دولت زندیه رخ می‌داده است قرار داشته‌اند و به همراه آنان به مناطق گوناگونی کوچانده می‌شده‌اند تا آنجا که برخی از مورخان، ایل عبدالملکی را جزو زندیه می‌دانند. در کوچ تاریخی زندیه به درگز خراسان در سال ۱۱۴۲ ه‍.ق به دستور نادرشاه افشارو بازگشت ایشان به شیراز در سال ۱۱۶۲ ه‍. ق، عبدالملکی‌ها نیز با آنان بوده‌اند و بعضی از مورخان نیز به این موضوع پرداخته‌اند.